# Marek Arens
Marek Arens – główny bohater powieści Stanisława Dygata Disneyland, postać fikcyjna.
Marek ma 26 lat, jest synem adwokata i utalentowanym architektem. Pracuje w spółdzielni budowlanej, a ponadto uprawia lekkoatletykę w klubie sportowym. Nie narzeka na brak pieniędzy ani powodzenia u kobiet. Ma kochankę Dorotę, która również trenuje w klubie, a poza tym ma romans z Heleną, żoną trenera Edwarda Księżaka. Postrzegany jest wszędzie jako człowiek sukcesu.
Na balu przebierańców poznaje tajemniczą dziewczynę, która przedstawia się jako Jowita. Faktycznie ma na imię Agnieszka i studiuje malarstwo na ASP. Marek bardzo szybko się w niej zakochuje, wierzy, że znalazł w niej kobietę swojego życia. Przyrzeka jej dozgonną miłość i wierność na grobie swej matki.
Na skutek tragicznego splotu zdarzeń Marek Arens zostaje oskarżony o usiłowanie zabójstwa, a potem skazany na rok pozbawienia wolności. W czasie odbywania kary dowiaduje się, że Agnieszka związała się z jego przyjacielem Michałem Podgórskim.
W spektaklu Teatru Telewizji, będącego adaptacją powieści Dygata, rolę Marka zagrał Marek Bukowski (reż. Filip Zylber, 1998).